# Radiodiffusion en breton
La radiodiffusion en breton est le fait de diffuser des émissions de radio en breton. Elle apparaît pour la première fois en 1940 pendant la Seconde Guerre mondiale.

## Naissance sous l'occupation
La radiodiffusion en breton commence sous l'occupation quand les premières émissions de radio en langue bretonne sont diffusées sur Radio Rennes Bretagne. Roparz Hemon en était alors le directeur. Elles étaient diffusées le vendredi soir pour une durée d'une heure, émises depuis Rennes et audibles dans toute la Bretagne, sauf en Bretagne bretonnante.
Deux ans après la Libération, le 21 décembre 1946, Pierre Trépos et Pierre-Jakez Hélias relancèrent les émissions de radio en langue bretonne, écrivant des sketches et des pièces de théâtre, sur Radio Quimerch (Kimerc'h).

## Développement de la radiodiffusion bretonne
En 1959, Charlez ar Gall et sa femme Chanig ar Gall reprennent l'activité. En 1969 celui-ci demande à Fañch Broudig de le remplacer. La radio change alors de nom pour devenir Radio Armorique. De 1977 à 1982, à la suite de la Charte culturelle bretonne, acceptée par le président Valéry Giscard d’Estaing, les émissions en breton seront allongées à 5 heures 30 par semaine.
En 1982, Radio France crée une nouvelle radio, émettant depuis Quimper et seulement sur la Basse-Bretagne où se trouve l'essentiel des bretonnants, Radio France Bretagne Ouest. 

## Les radios libres bretonnantes
En 1983, à l'époque de la légalisation des "radios libres", deux radios indépendantes se créent, qui émettent en partie en breton : Radio Kreiz Breizh et Radio Bro Gwened. 
À partir de 1992, Radio-Rivages, du réseau RCF (Radio chrétienne francophone), propose aussi des émissions en breton.
En 1998 naissent Radio Kerne et Arvorig FM (radios entièrement bretonnantes).
À partir de 2001, aidée financièrement par le Conseil général du Finistère, l'association An Tour Tan se met à retransmettre en différé sur Internet certaines émissions des radios bretonnantes (sauf celles de Radio Bro Gwened, qui n'est pas dans le département). En 2003, la station Radio Kerne est mise en avant sur ce portail : ses émissions peuvent être écoutées en direct. Deux ans plus tard les autres radios peuvent s'écouter de même, grâce à l'association Stalig. 
En juin 2006 l'association Kaouenn FM, qui œuvre depuis plusieurs années à la création d'une radio en langue bretonne pour le Trégor-Goëlo, dépose un dossier de candidature au CSA afin d'obtenir une autorisation d'émettre. L'espoir suscité par cette radio, montée sur le modèle des autres radios associatives en langue bretonne, est tel qu'à la date de dépôt du dossier l'association compte 90 adhérents, et qu'elle a reçu le soutien d'une vingtaine de communes du Trégor-Goëlo et de cinquante associations locales.
Kaouenn FM est basée à Ti ar Vro Treger-Goueloù (Maison de la Culture Bretonne du Trégor-Goëlo) à Cavan. 

## Le service public en breton
Après sa création en 1982, Radio France Bretagne Ouest devient en 2000 France Bleu Breizh Izel. La radio propose alors 12 heures hebdomadaires de breton, et 21 heures d'émissions bilingues français-breton.

## Difficultés auxquelles font face la radio bretonnante
En 2016, il n'y a toujours pas de radio bretonne qui ait un rayon de diffusion suffisamment grand pour permette d'entendre le breton dans toute la Bretagne. Dans un rapport concernant l'enseignement du breton en février 2011, Fañch Broudig mentionnait le manque d'audibilité du breton en Bretagne.